# Bodicote
Bodicote is een civil parish in het bestuurlijke gebied Cherwell, in het Engelse graafschap Oxfordshire met 2126 inwoners (2011).